# Dailymotion
Dailymotion — французький відеохостинг. Головний офіс компанії знаходиться у 17-му окрузі Парижа. Dailymotion є третім за відвідуваністю відео обмінником, після YouTube і Vimeo.
Станом на 2017 рік Dailymotion є 113-им за відвідуваністю сайтом світу.

## Історія
У березні 2005 року Бенжамін Бежбом і Олів'є Пуатре відкрили сайт Dailymotion. У вересні 2006 року Dailymotion у співпраці з Atlas Ventures і Partech International зібрав 7 мільйонів євро. У жовтні 2009 року французький уряд інвестував у Dailymotion. 25 січня 2011 року французька телекомунікаційна компанія Orange придбала 49 % акцій Dailymotion за 62 мільйони євро.

### Офіси
Dailymotion почав розширювати свою мережу офісів у 2008 році, коли був відкритий офіс у Лондоні. З тих пір Dailymotion також відкрив офіси в Нью-Йорку (2009 рік) і Сан-Франциско (2011 рік).